# Nesticus campus
Nesticus campus là một loài nhện trong họ Nesticidae.
Loài này thuộc chi Nesticus. Nesticus campus được Willis J. Gertsch miêu tả năm 1984.